# たちあがる女
『たちあがる女』（Kona fer í stríð）は、ベネディクト・エルリングソン監督・脚本・製作による2018年のコメディ・ドラマ・スリラー映画である。
第71回カンヌ国際映画祭の国際批評家週間でプレミア上映された後、2018年5月22日にアイスランドで封切られた。第91回アカデミー賞外国語映画賞にアイスランド代表として出品されたが、ノミネートには至らなかった。

## プロット
アイスランドの田舎で聖歌隊の講師を務めるハットラにはリオ・ティントのアルミニウム工場の電源を遮断して稼働を妨害することで地元の環境を守るという活動を秘密裏に行っていた。あるとき彼女は長年の念願叶って養子縁組の申請が通り、ウクライナの孤児を受け入れることとなる。一方で当局も破壊工作を続ける犯人逮捕に向けて動き出す。

## 受賞
第71回カンヌ国際映画祭の国際批評家週間で上映され、SACD賞を獲得した。また北欧理事会映画賞と欧州議会のラックス賞も獲得した・
2019年1月にトロムソ国際映画祭で観客賞を獲得した。

## リメイク
2018年12月11日、ジョディ・フォスター監督・主演による英語版リメイクが報じられた。